# Carlos Machado (piloto)
Carlos Alberto Fragoso Machado Costa (Recife, 15 de junho de 1977) é um automobilista profissional, atualmente competindo na Copa Truck com a equipe LT Racing. Foi campeão Brasileiro de Turismo Nacional, Campeão Paraibano de Marcas, além de Bicampeão Pernambucano, Bicampeão Nordestino e Bicampeão Interestadual de Marcas entre 2018 e 2020.

## Início no Automobilismo
Residente em João Pessoa e integralmente dedicado à atividade profissional como empresário, Carlos começou sua carreira no automobilismo apenas em 2016, quando da inauguração do Autódromo Internacional da Paraíba. A partir de então, passou a competir em diversas categorias, tanto em âmbito regional, quanto nacional.

## Carreira
Em 2017, Carlos venceu as duas primeiras corridas em sua estreia no Campeonato Paraibano de Superturismo e terminou a competição em 2.º lugar, mesma posição que atingiu no Cearense de Superturismo. Também foi vice-campeão no Campeonato Cearense de Marcas. Neste ano, estreou no Mercedes-Benz Challenge, terminando a temporada em 10.º lugar.
O ano de 2018 foi especialmente bom. Carlos se dedicou profissionalmente à carreira de piloto e colecionou títulos, conquistando o Campeonato Pernambucano de Marcas, o Campeonato Nordeste de Marcas e o Campeonato Interestadual de Marcas, todos na categoria A, títulos que voltaria a conquistar em 2020.
Ainda, no mesmo ano Carlos foi Campeão Brasileiro de Turismo Nacional (categoria B) e repetiu o vice-campeonato no Cearense de Marcas.
Em 2019, Carlos competiu em algumas corridas no Campeonato Gaúcho de Superturismo e em 2020, além de ter sido campeão paraibano de marcas, competiu na categoria A do Turismo Nacional, mas, em razão da pandemia, optou por não competir na última corrida, vindo a terminar a temporada em 9.º lugar.

## Títulos e Conquistas
Campeão Brasileiro de Turismo Nacional - categoria B (2018)
Campeão Paraibano de Marcas (2020)
Campeão Interestadual de Marcas (2018, 2020)
Campeão Nordeste de Marcas (2018, 2020)
Campeão Pernambucano de Marcas (2018, 2020)
Vice-Campeão Cearense de Marcas (2017 e 2018)
Vice-Campeão Paraibano de Superturismo (2017)
Vice-Campeão Cearense de Superturismo (2017)